# Xanthorhoe semenowi
Xanthorhoe semenowi là một loài bướm đêm trong họ Geometridae.